# Площадь Ленина (Воронеж)
Пло́щадь Ле́нина — главная площадь Воронежа. Расположена в Центральном и Ленинском районах. Названа в честь В. И. Ленина, которому в центре площади установлен памятник работы Н. В. Томского. На площади также расположен Кольцовский сквер, в котором установлен монумент А. В. Кольцову. Площадь пересекает Плехановская улица. Примыкают: проспект Революции, улица Кирова, улица Станкевича, улица Кардашова, улицы 9 Января и Платонова.
Площадь представляет собой архитектурный ансамбль, возникший в 50-е годы XX века по замыслу советских архитекторов в ходе восстановления Воронежа после Великой Отечественной войны. В этот ансамбль входят Дом Советов (ныне здание Правительства Воронежской области), здания областной научной библиотеки имени Никитина, театра оперы и балета, административные здания, культурные и образовательные учреждения и жилые дома.

## История названия
Первоначально название – Конная площадь. Оно связано с тем, что на площади торговали лошадьми. В 1870—1880 годы торговля лошадьми была перенесена на площадь, на территории которой сейчас располагается Комсомольский сквер. Площадь стала называться Староконной. В 1937 году, после того, как власти решили сделать её главной городской площадью,  она была переименована в площадь XX-летия Октября. В 1956 году площадь получает современное название — площадь Ленина.

## История площади
Площадь Ленина является одной из старейших площадей города, возникшая в 70-х годах XVIII века как торговая площадь за пределами старого городского вала. В 1770-х годах на площади появилось казённое здание «соляных амбаров».
Юго-западная часть площади с начала XIX века использовалась для торговли лошадьми. Поэтому она называлась Конной. В 1869 году на северной стороне площади (на месте нынешнего театра оперы и балета) были построены трёхъярусная водонапорная башня.
В 1870—1880 годы торговля лошадьми была перенесена на площадь, на территории которой сейчас располагается Комсомольский сквер. Площадь стала называться Староконной. В 1892 году на площадь перевели Толкучий рынок. Торговцы этого рынка  в 1892 году построили часовню во имя Смоленской иконы Божией Матери.
В северо-восточной части площади до 1-й половины 1860-х годов существовал военный плац. В 1860-х годах на этом месте был создан сквер. В 1868 году в сквере был открыт памятник А. В. Кольцову, и с тех пор сквер стал называться «Кольцовским». В 1876—1877 годах в сквере появился один из первых городских фонтанов. Рядом в 1878 году было построено здание городской думы. В 1881—1882 годах справа от него было построено здание Коммерческого банка. За ним в 1900-х годах появился электротеатр «Тауматограф». Левее здания городской думы в 1890-х годах был построен двухэтажный дом Тимофеева.
На юго-восточной стороне площади, которая считалась продолжением Большой Дворянской улицы, находились частные дома. В 1907 году было завершено строительство модно-галантерейного магазина братьев Тер-Парносовым. В 1913 году рядом с ним был открыт кинотеатр «Ампир». Юго-западная сторона площади также была занята частными усадьбами и домами.
После Октябрьской революции в кинотеатре «Ампир» состоялось общегородское собрание, а 29 октября прошёл рабочий митинг, и на следующий день в городе была установлена Советская власть. 11 мая 1918 года городская дума и управа были упразднены, и их здание занял городской совет. В годы НЭПа на площади вновь появился Толкучий рынок. В связи с возросшим автомобильным движением на углу проспекта Революции и Плехановской улицы было поставлено четыре регулировщика, а затем и первый в городе светофор.
В 1935 году главной площадью Воронежа решено было сделать Старо-Конную площадь, которая в начале 30-х годов была расширена, благоустроена и переименована в площадь XX-летия Октября. Там же было запроектировано и главное здание города — здание обкома и облисполкома. В результате конкурса был принят проект архитектора А. И. Попова-Шамана, здание было достроено в 1938году.
В 1939 году трестом Теапроект разработан проект  музыкально-драматического театра (архитектор  Б. В. Ефимович). Начатое строительство, прерванное оккупацией города, завершилось в 1962 году.
В 1939—1940 годах по проекту архитектора А. В. Миронова была построена гостиница «Воронеж». 
В 1940 году перед зданием обкома партии и облисполкома установлен памятник Ленину (скульптор Н.В. Томский).
7 ноября 1941 года на площади прошёл парад подразделений Юго-Западного фронта, отступивших с Украины, на котором присутствовал командующий фронтом С. К. Тимошенко. Во время оккупации Воронежа немецкие войска взорвали здание обкома партии и облисполкома, на территории Кольцовского сквера было устроено кладбище немецких солдат и офицеров, памятник Ленина сначала использовался для казни, а затем вместе с памятником Петру I вывезен из Воронежа.
В 1943 году на постаменте появилась бетонная фигура Ленина, изготовленная скульптором С. Д. Меркуровым. В 1950 году скульптор Н. В. Томский сделал копию самого первого памятника, и эта копия была установлена в день 80-летия со дня рождения Ленина.
в 1956 году площадь получает современное название — площадь Ленина.

## Ансамбль площади

### Дом Советов (№ 1)
Дом Советов был построен в ходе послевоенного восстановления Воронежа в 1953—1959 годах. По первоначальному проекту академика архитектуры Л. В. Руднева и архитектора В. Е. Асса здание должно было завершаться двухъярусной башней в стиле сталинских высоток. Проект был изменён уже в ходе строительства: после начала борьбы с «архитектурными излишествами» в 1955 году новый проект здания выполнил воронежский архитектор А. В. Миронов. Ему удалось сохранить монументальность здания и сомасштабность с размерами площади и другими зданиями на ней.
Стены здания облицованы керамической плиткой, цоколь — розовым гранитом, главный вход обрамлён высоким порталом.

### Здание областной научной библиотеки (№ 2)
Современное здание библиотеки было построено в 1950-х годах как часть послевоенного ансамбля площади Ленина. Оно было запроектировано на месте разрушенного здания обкома и облисполкома. По проекту Л. В. Руднева и И. З. Чернявского (1952), здание библиотеки и расположенное напротив здание театра оперы и балета должны были зрительно уравновесить друг друга. Именно поэтому оба здания поставлены точно против друг друга и имеют почти одинаковую высоту. Предполагался колонный портик в плоскости главного фасада, украшенного также скульптурами и фризами. Строительство началось в 1953 году.
После начала борьбы с «архитектурными излишествами» проект был переработан Н. Я. Неведровым и стал значительно скромнее. Тем не менее, чтобы здание не выпадало из ансамбля площади, архитектор оставил колонны на главном фасаде, несмотря на новую архитектурную политику. Фасад украшен лепными изображениями корифеев отечественной изящной словесности.

### Жилые дома (№№ 3—5)
Пятиэтажные жилые дома 3, 4, 5 были построены по проекту В. С. Левицкого к 1956 году. Фасады решены в торжественно строгом ключе и имеют одинаковую высоту. На первых этажах находятся большие арочные витрины магазинов и конторских помещений.
В доме № 3 жили Герои Советского Союза А. А. Новиков (мемориальная доска) и П. Т. Ивушкин (мемориальная доска).

### Жилой дом (№ 6)
Построен в 1930-х годах по проекту архитектора Мясниковой в стиле конструктивизм. Во время Великой Отечественной войны был разрушен. В 1951 году восстановлен по проекту Н. В. Троицкого и Р. В. Березиной с добавлением неоклассического декора. В 2000-х годах огорожен и признан аварийным. Планируется к сносу, исторический фасад собирались повторить на фасаде новом доме в знак уважения к Троицкому. Дом имел скруглённую часть на углу площади Ленина и Плехановской улицы, был пышно декорирован полуколоннами и лепниной. В настоящее время снесён.

### Театр оперы и балета (№ 7)
В конце 1930-х годов состоялся конкурс на лучший проект музыкального театра. В первом туре одержал победу Н. Я. Неведров, во втором принимали участие также архитекторы московского института «Теапроект», из воронежских проектов был признан лучшим проект А. В. Миронова и А. В. Данилова, из московских — Б. В. Ефимовича. Для создания окончательного проекта Миронов был приглашён в «Теапроект». Строительство началось в 1940 году и было прервано войной. Только в 1961 году театр был открыт.
Театр занимает островное положение. Он решён как цельный величественный и симметричный объём. На фасаде размещено шесть колонн коринфского ордера, которые поддерживают мощный, во всю ширину здания треугольный фронтон. Боковые фасады оформлены спаренными полуколоннами. Изначально планировалось размещать зрителей только в партере с уклоном и амфитеатре, но после войны было решено добавить бельэтаж и балконы. Внутренняя планировка и отделка интерьеров были разработаны архитекторами воронежского «Облпроекта» В. Н. Казанцевым, Л. С. Сизовым, Р. В. Березиной и др.

### Гостиница «Воронеж» (№ 8)
Здание построено в 1939—1940 годах по проекту архитектора П. Н. Твардовского. Во время оккупации было сильно разрушено. Здание восстановили к 1951 году по проекту архитектора А. В. Миронова при участии П. Н. Твардовского.
Здание имеет небольшую башню с часами на три стороны, наверху башни — металлический шпиль с парусником. Кораблик, как и шпиль на котором он держится, был надстроен к зданию в 1985 году. Корабль символизирует то, что Воронеж является родиной военно-морского флота. Угол здания дополнительно выделен мощными пилястрами, высотой в три этажа, увенчанными коринфскими капителями. Часы на башню были добавлены в 1986 году.

### Жилой дом (№ 9)
До войны на этом месте стоял двухэтажный дом В. Н. Тимофеева, построенный в 1890-х годах. Он был восстановлен в 1954 году и надстроен двумя этажами. Для прохода и проезда к площади Парижской коммуны (ныне не существует) была устроена арка. В 1957—1997 годах в этом доме жила народная артистка СССР М. Н. Мордасова. Мемориальная доска была установлена в 1998 году.

### Корпуса ВГУ (№№ 10 и 10а)
Корпус строительного техникума (архитектор Н. Я. Неведров) было решено построить на месте разрушенного здания городской думы. Ныне это 2-й корпус ВГУ. Строительство было завершено в 1960 году. Здание по своей архитектуре лаконично — его выделяют чёткий ритм оконных проёмов, пилястры на третьем и четвёртом этажах и вход-портал.
В 2000-х годах был построен высотный 9-й корпус ВГУ для юридического факультета, который расположен позади 2-го корпуса. В его архитектуре использован модернизированный классицизм. Основной объём здания примыкает ко 2-му корпусу ВГУ и зданию университетского издательства на Пушкинской улице. Меньший объём примыкает к основному и завершается башней, увенчанной шпилем.

### Дворец бракосочетания (№ 11)
Одноэтажное здание Коммерческого банка было построено по проекту С. Л. Мысловского в 1880 году. В 1930-х годах здание было решено надстроить несколькими этажами для размещения жилых квартир. Проект был разработан Н. В. Троицким в 1934 году в стиле классицизма.
Трёхэтажная жилая надстройка была осуществлена в 1935 году. В ней хорошо проработана тема ордера и прорисовка деталей, благодаря чему здание стало одним из самых красивых в городе. Однако для жилого дома эта надстройка подходила мало ввиду того, что не была отражена ячейковая структура многоквартирного жилого дома. Балконы имеются только на третьем этаже и имеют скорее декоративную функцию. Очевидно, из-за этого и было решено провести внутреннюю перепланировку для размещения в здании Дворца бракосочетаний (консультантом при этом выступал и Н. В. Троицкий).

### Филармония (№ 11а)
Здание было построено в 1908 году для второго в городе кинотеатра, называвшегося «Тауматограф». В 1915 году здание расширили. На фасаде появились лепные изображения с грифонами, а кинотеатр переименовали в «Кино». После революции кинотеатр снова был переименован — в «Комсомолец». После восстановления в 1943 году в здании ненадолго возобновили показ фильмов. Вскоре здесь разместился Театр музыкальной комедии, а 1961 году здание перешло к областной филармонии. В 1950-х годах здание планировалось надстроить до 4-х этажей, чтобы подвести под единый карниз все дома на этой стороне площади.

### Административное здание (№ 12)
Ансамбль площади с северо-восточной стороны замкнуло перекрывшее Театральную улицу административное здание, построенное по проекту Ю. В. Львова в 1964 году. Архитектор с помощью лаконичных средств смог придать зданию монументальность и строгость. Перед главным входом помещён большой козырёк. Здание трапециевидное в плане, на фасаде сочетаются широкие окна и рамки без переплётов. В целом здание достаточно удачно завершило формирование застройки площади. Изначально в здании находился Совнархоз Центрально-Чернозёмного района, ныне в здании — многие областные и государственные службы.

### Кинотеатр «Спартак» (№ 13)
Бывший электротеатр «Ампир». После Великой Отечественной войны 16 января 1955 года здание было восстановлено по проекту Н. Я. Неведрова. К 2009 году проведены новые реконструкции. Сейчас здание преобразовано в центр отдыха с шестизальным кинотеатром, залами для игры в боулинг и бильярд.

### Жилые дома (№№ 14—15)
Два протяжённых пятиэтажных жилых дома (№№ 14, 15) с магазинами на первом этаже (архитектор В. С. Левицкий). По первоначальным планам угол с Плехановской улицей должен был завершаться шестиэтажным корпусом с башней, похожей на находящуюся напротив башню гостиницы «Воронеж». Этот замысел не удалось реализовать из-за начавшейся борьбы с архитектурными излишествами, однако автору удалось интересно оформить угловую часть (1959).

### Кольцовский сквер
Сквер был создан в 1860-х годах на месте военного плаца. В 1868 году в сквере был открыт памятник А. В. Кольцову, и с тех пор сквер стал называться «Кольцовским». В 1876—1877 годах в сквере появился один из первых городских фонтанов. В ходе послевоенного восстановления Воронежа сквер расширили и перепланировали так, чтобы главная аллея ориентировалась на памятник Ленину.

### Сквер Платонова
Сквер, расположенный позади Дома Советов, появился в ходе послевоенного восстановления Воронежа. Это самая тихая и малолюдная часть площади. Сквер ограничен улицей Платонова, проезжими частями площади Ленина и задним корпусом Дома Советов, в котором расположен зал конференций.

## Памятники
- Памятник В. И. Ленину был торжественно заложен 24 октября 1939 года, на двадцатую годовщину освобождения Воронежа от «белых». Он открылся 7 ноября 1940 года. Автор — известный московский скульптор Н. В. Томский. Во время оккупации Воронежа в годы Великой Отечественной войны немецкие солдаты сняли и увезли скульптуру. После освобождения города пьедестал более года пустовал, пока на него не поставили временную скульптуру С. Д. Меркурова из бетона. 22 апреля 1950 года скульптура Томского снова была поставлена на постамент[10].
- Памятник А. В. Кольцову в Кольцовском сквере был открыт 27 октября 1868 года. Это беломраморный бюст, выполненный скульптором Агостино Трискорни.

## Фильмография
- На этой площади проходили съёмки ряда эпизодов новогодней кинокомедии Тимура Бекмамбетова «Ёлки 3» (2013)[11]